# Zona crepusculară (serial din 1959, sezonul 1)
Primul sezon al serialului Zona crepusculară a fost difuzat într-o zi de vineri, între orele 22:00 și 22:30 (EST⁠(d)) pe canalul CBS în perioada 2 octombrie 1959 - 1 iulie 1960. Primul sezon cuprinde 36 de episoade, inclusiv episodul pilot intitulat „Where Is Everybody?”. Coloana sonoră a acestui sezon a fost redactată de Bernard Herrmann, iar începând din al doilea sezon, Marius Constant⁠(d) a fost însărcinat cu redactarea muzicii.

## Introducere
Pentru majoritatea episoadelor, introducerea prezintă o serie de grafice produse de UPA⁠(d) cu următorul text narat de Rod Serling:
„Există o a cincea dimensiune, dincolo de ceea ce este cunoscut pentru om. O dimensiune la fel de vastă ca spațiul și atemporală ca infinitul. Aceasta este calea de mijloc între lumină și umbră, între știință și superstiție. Ea transcende toate temerile noastre și se află într-un vid al cunoașterii. Aceasta este dimensiunea imaginației: este o zonă numită Zona Crepusculară!”.
O introducere diferită a fost utilizată pentru ultimele patru episoade, prezentând în prim-plan un ochi care se metamorfozează într-un soare de apus și o versiune abreviată a melodiei lui Herrmann. Narațiunea lui Sterling pentru acestea este următoarea:
„Ești pe cale să intri într-o altă dimensiune. O dimensiune nu doar a văzului și auzului, ci și a minții. O călătorie într-un tărâm minunat al imaginației. Următoarea oprire — Zona crepusculară”.
Grafica pentru această introducere a fost realizată de compania Pacific Title⁠(d).
Despre cel puțin un episod - „Mr. Denton on Doomsday” - se știe că a avut această narațiune dublată peste introducerea originală în momentul în care a fost difuzat din nou în vara anului 1960. În vara următoare, unele episoade din primul sezon au primit introducerea utilizată de episoadele din al doilea sezon al serialului.
Segmente din introducerea originală au continuat să fie utilizate ca antract⁠(d) până în sezonul al treilea.

## Episoadele
| Nr. | Episodul | Titlu                                  | Regizat de                  | Scris de                                                                           | Data difuzării    | Cod de producție |
| --- | -------- | -------------------------------------- | --------------------------- | ---------------------------------------------------------------------------------- | ----------------- | ---------------- |
| 1 | 1        | „Where Is Everybody?"                  | Robert Stevens              | Rod Serling                                                                        | 2 octombrie 1959  | 173-3601         |
| Un amnezic (Earl Holliman) se trezește într-un oraș abandonat. |          |                                        |                             |                                                                                    |                   |                  |
| 2 | 2        | „One for the Angels"                   | Robert Parrish              | Rod Serling                                                                        | 9 octombrie 1959  | 173-3608         |
| Un vânzător ambulant⁠(d) (Ed Wynn) încearcă să convingă Moartea (Murray Hamilton⁠(d)) să-i cruțe viața până când va reuși o vânzare de zile mari, însă decizia sa amenința în același timp viața unei fetițe.                                                                                |          |                                        |                             |                                                                                    |                   |                  |
| 3 | 3        | „Mr. Denton on Doomsday"               | Allen Reisner               | Rod Serling                                                                        | 16 octombrie 1959 | 173-3609         |
| Bețivul orașului (Dan Duryea) înfruntă un celebru ucigaș după ce își recapătă ca prin minune aptitudinile de pistolar. |          |                                        |                             |                                                                                    |                   |                  |
| 4 | 4        | „The Sixteen-Millimeter Shrine"        | Mitchell Leisen             | Rod Serling                                                                        | 23 octombrie 1959 | 173-3610         |
| Un bătrân star de cinema (Ida Lupino) își vizionează vechile filme în încercarea de a-și redobândi tinerețea. |          |                                        |                             |                                                                                    |                   |                  |
| 5 | 5        | „Walking Distance"                     | Robert Stevens              | Rod Serling                                                                        | 30 octombrie 1959 | 173-3605         |
| Un director de publicitate (Gig Young) stresat de sarcinile slujbei sale își vizitează orașul natal și se trezește înapoi în copilărie. |          |                                        |                             |                                                                                    |                   |                  |
| 6 | 6        | „Escape Clause"                        | Mitchell Leisen             | Rod Serling                                                                        | 6 noiembrie 1959  | 173-3603         |
| Un ipohondru nesimțit (David Wayne⁠(d)) consumat de tanatofobie își vinde sufletul Diavolului (Thomas Gomez) în schimbul nemuririi. |          |                                        |                             |                                                                                    |                   |                  |
| 7 | 7        | „The Lonely"                           | Jack Smight                 | Rod Serling                                                                        | 13 noiembrie 1959 | 173-3602         |
| În anul 2046, un deținut (Jack Warden) care își ispășește pedeapsa pe un asteroid pustiu primește o femeie android (Jean Marsh⁠(d)) pentru a-i ține companie. |          |                                        |                             |                                                                                    |                   |                  |
| 8 | 8        | „Time Enough at Last"                  | John Brahm                  | Bazată pe o scurtă povestire de: Lynn Venable Adaptată de: Rod Serling             | 20 noiembrie 1959 | 173-3614         |
| Un casier (Burgess Meredith) își dorește să aibă mai mult timp pentru citit, iar dorința îi este îndeplinită când devine ultimul supraviețuitor al unui holocaust nuclear. În 2009, TV Guide a clasat episodul pe locul 11 în topul celor mai bune 100 de episoade ale tuturor timpurilor. |          |                                        |                             |                                                                                    |                   |                  |
| 9 | 9        | „Perchance to Dream"                   | Robert Florey               | Charles Beaumont                                                                   | 27 noiembrie 1959 | 173-3616         |
| Un bărbat (Richard Conte) cu probleme cardiace grave și nedormit de câteva zile îi spune psihiatrului său că va murit dacă va adormi, deoarece o scorpie (Suzanne Lloyd⁠(d)) încearcă să-ș ucidă.                                                                                           |          |                                        |                             |                                                                                    |                   |                  |
| 10 | 10       | „Judgment Night"                       | John Brahm                  | Rod Serling                                                                        | 4 decembrie 1959  | 173-3604         |
| În 1942, un bărbat (Nehemiah Persoff) din Germania nu-și amintește cum a ajuns la bordul unei nave britanice cu destinația New York, însă are impresia ca nava va fi scufundată. |          |                                        |                             |                                                                                    |                   |                  |
| 11 | 11       | „And When the Sky Was Opened"          | Douglas Heyes               | Bazată pe o scurtă povestire de: Richard Matheson Adaptată de : Rod Serling        | 11 decembrie 1959 | 173-3611         |
| Trei astronauți (Rod Taylor, Charles Aidman⁠(d), Jim Hutton⁠(d)) se întorc din deșert, unde nava lor spațială s-a prăbușit, însă niciunul nu-și amintește ce s-a întâmplat în timpul zborului.                                                                                               |          |                                        |                             |                                                                                    |                   |                  |
| 12 | 12       | „What You Need"                        | Alvin Ganzer                | Bazată pe o scurtă povestire de : Lewis Padgett Adaptată de : Rod Serling          | 25 decembrie 1959 | 173-3622         |
| Un criminal (Steve Cochran⁠(d)) încearcă să profite de abilitățile unui vânzător ambulant (Ernest Truex⁠(d)) care poată să vadă viitorul și să deslușească nevoile indivizilor. |          |                                        |                             |                                                                                    |                   |                  |
| 13 | 13       | „The Four of Us Are Dying"             | John Brahm                  | Bazată pe o scurtă povestire de: George Clayton Johnson Adaptată de: Rod Serling   | 1 ianuarie 1960   | 173-3618         |
| Un escroc mărunt (Harry Townes⁠(d)) are puterea de a-și schimba înfățișarea și își asumă identitatea unui cântăreț (Ross Martin⁠(d)), a unui gangster (Phillip Pine⁠(d)) și a unui pugilist (Don Gordon⁠(d)).                                                                                  |          |                                        |                             |                                                                                    |                   |                  |
| 14 | 14       | „Third from the Sun"                   | Richard L. Bare             | Bazată pe o scurtă povestire de : Richard Matheson Adaptată de: Rod Serling        | 9 ianuarie 1960   | 173-3615         |
| Conștienți de inevitabilitatea unui război nuclear, un om de știință (Fritz Weaver) și colegul său (Joe Maross) plănuiesc să-și îmbarce familiile pe o navă spațială și să fugă pe o altă planetă.                                                                                         |          |                                        |                             |                                                                                    |                   |                  |
| 15 | 15       | „I Shot an Arrow into the Air"         | Stuart Rosenberg            | Bazată pe o povestire de : Madelon Champion Adaptată de : Rod Serling              | 15 ianuarie 1960  | 173-3626         |
| Un grup de astronauți sunt abandonați pe ceea ce pare a fi un asteroid neexplorat. |          |                                        |                             |                                                                                    |                   |                  |
| 16 | 16       | „The Hitch-Hiker"                      | Alvin Ganzer                | Bazată pe o piesă radiofonică : Lucille Fletcher Adaptată de : Rod Serling         | 22 ianuarie 1960  | 173-3612         |
| O femeie (Inger Stevens⁠(d)) care călătorește prin țară observă același autostopist (Leonard Strong⁠(d)) peste tot pe unde circulă. |          |                                        |                             |                                                                                    |                   |                  |
| 17 | 17       | „The Fever"                            | Robert Florey               | Rod Serling                                                                        | 29 ianuarie 1960  | 173-3627         |
| Un bărbat (Everett Sloane), a cărui soție (Vivi Janiss⁠(d)) câștigă bilete pentru o vacanță în Las Vegas, devine dependent de jocuri de noroc din cauza unei slot machine care îi strigă numele.                                                                                            |          |                                        |                             |                                                                                    |                   |                  |
| 18 | 18       | „The Last Flight"                      | William F. Claxton          | Richard Matheson                                                                   | 5 februarie 1960  | 173-3607         |
| Un pilot britanic din timpul Primului Război Mondial (Kenneth Haigh⁠(d)) zboară printr-un nor ciudat și aterizează într-o baza americană modernă. |          |                                        |                             |                                                                                    |                   |                  |
| 19 | 19       | „The Purple Testament"                 | Richard L. Bare             | Rod Serling                                                                        | 12 februarie 1960 | 173-3619         |
| Un locotenent (William Reynolds⁠(d)) din timpul celui de-al Doilea Război Mondial are puterea de a vedea cine urmează să moară. |          |                                        |                             |                                                                                    |                   |                  |
| 20 | 20       | „Elegy"                                | Douglas Heyes               | Charles Beaumont                                                                   | 19 februarie 1960 | 173-3625         |
| Spre finalul secolului XXII, trei astronauți (Jeff Morrow⁠(d), Kevin Hagen⁠(d), Don Dubbins⁠(d)) aterizează pe un asteroid identic cu Pământul, dar locuitorii săi sunt imobili. |          |                                        |                             |                                                                                    |                   |                  |
| 21 | 21       | „Mirror Image"                         | John Brahm                  | Rod Serling                                                                        | 26 februarie 1960 | 173-3623         |
| O femeie (Vera Miles) are așteaptă într-o stație de autobuz realizează că are un doppelgänger când călătorii o tratează de parcă ar mai fi întâlnit-o. |          |                                        |                             |                                                                                    |                   |                  |
| 22 | 22       | „The Monsters Are Due on Maple Street" | Ronald Winston              | Rod Serling                                                                        | 4 martie 1960     | 173-3620         |
| O pană de curent cauzează haos în cadrul unui cartier suburban, iar localnicii suspectează că vecinii sunt extratereștri care plănuiesc o invazie. |          |                                        |                             |                                                                                    |                   |                  |
| 23 | 23       | „A World of Difference"                | Ted Post                    | Richard Matheson                                                                   | 11 martie 1960    | 173-3624         |
| Un om de afaceri (Howard Duff⁠(d)) se trezește într-o altă viață, unde este un actor care interpretează un personaj într-un film. |          |                                        |                             |                                                                                    |                   |                  |
| 24 | 24       | „Long Live Walter Jameson"             | Anton Leader                | Charles Beaumont                                                                   | 18 martie 1960    | 173-3621         |
| Un profesor de istorie (Kevin McCarthy) dezvăluie că trăiește de mii de ani. |          |                                        |                             |                                                                                    |                   |                  |
| 25 | 25       | „People Are Alike All Over"            | Mitchell Leisen             | Bazată pe o scurtă povestire de : Paul W. Fairman Adaptată de : Rod Serling        | 25 martie 1960    | 173-3613         |
| Doi astronauți (Roddy McDowall, Paul Comi⁠(d)) pleacă în misiune pe Marte, unde unul moare la aterizare și celălalt află cât de asemănători sunt oamenii. |          |                                        |                             |                                                                                    |                   |                  |
| 26 | 26       | „Execution"                            | David Orrick McDearmon      | Bazată pe o scurtă povestire de : George Clayton Johnson Adaptată de : Rod Serling | 1 aprilie 1960    | 173-3628         |
| Un cowboy (Albert Salmi⁠(d)) pe cale să fie spânzurat pentru crimă în 1880 este transportat în 1960 de o mașină a timpului construită de un profesor (Russell Johnson⁠(d)). |          |                                        |                             |                                                                                    |                   |                  |
| 27 | 27       | „The Big Tall Wish"                    | Ronald Winston              | Rod Serling                                                                        | 8 aprilie 1960    | 173-3630         |
| Un băiat (Stephen Perry) își dorește ca un pugilist (Ivan Dixon⁠(d)) să câștige un meci de box care să-i relanseze cariera. |          |                                        |                             |                                                                                    |                   |                  |
| 28 | 28       | „A Nice Place to Visit"                | John Brahm                  | Charles Beaumont                                                                   | 15 aprilie 1960   | 173-3632         |
| Un hoț (Larry Blyden⁠(d)) este împușcat de poliție și se trezește într-un tărâm în care tot ce și-a dorit vreodată îi este oferit de un bărbat ciudat pe nume Pip (Sebastian Cabot). |          |                                        |                             |                                                                                    |                   |                  |
| 29 | 29       | „Nightmare as a Child"                 | Alvin Ganzer                | Rod Serling                                                                        | 29 aprilie 1960   | 173-3635         |
| O fetiță ciudată (Terry Burnham) dezvăluie secrete despre trecutul unei învățătoare (Janice Rule⁠(d)). |          |                                        |                             |                                                                                    |                   |                  |
| 30 | 30       | „A Stop at Willoughby"                 | Robert Parrish              | Rod Serling                                                                        | 6 mai 1960        | 173-3629         |
| Un angajat stresat (James Daly⁠(d)) descoperă în visele sale un oraș liniștit din 1880. |          |                                        |                             |                                                                                    |                   |                  |
| 31 | 31       | „The Chaser"                           | Douglas Heyes               | Bazată pe o scurtă povestire de : John Collier Adaptată de : Robert Presnell, Jr.  | 13 mai 1960       | 173-3636         |
| Un bărbat îndrăgostit (George Grizzard⁠(d)) de o femeie egocentrică pe nume Leila (Patricia Barry⁠(d)) cumpără o poțiune de dragoste care funcționează mult prea bine. |          |                                        |                             |                                                                                    |                   |                  |
| 32 | 32       | „A Passage for Trumpet"                | Don Medford                 | Rod Serling                                                                        | 20 mai 1960       | 173-3633         |
| Un trompetist sărac (Jack Klugman) primește o nouă șansă la viață după o tentativă de suicid. |          |                                        |                             |                                                                                    |                   |                  |
| 33 | 33       | „Mr. Bevis"                            | William Asher               | Rod Serling                                                                        | 3 iunie 1960      | 173-3631         |
| Un înger păzitor (Henry Jones⁠(d)) se oferă să-l ajute pe un bărbat binevoitor (Orson Bean) care are o zi proastă. |          |                                        |                             |                                                                                    |                   |                  |
| 34 | 34       | „The After Hours"                      | Douglas Heyes               | Rod Serling                                                                        | 10 iunie 1960     | 173-3637         |
| Unei femei (Anne Francis) i se aduce la cunoștință că etajul la care și-a făcut cumpărăturile nu există. |          |                                        |                             |                                                                                    |                   |                  |
| 35 | 35       | „The Mighty Casey"                     | Alvin Ganzer Robert Parrish | Rod Serling                                                                        | 17 iunie 1960     | 173-3617         |
| Mangerul unei echipe de baseball (Jack Warden) ajunge în finala campionatului cu ajutorul unui jucător android (Robert Sorrells⁠(d) |          |                                        |                             |                                                                                    |                   |                  |
| 36 | 36       | „A World of His Own"                   | Ralph Nelson                | Richard Matheson                                                                   | 1 iulie 1960      | 173-3634         |
| Un dramaturg (Keenan Wynn) are capacitatea de a da viață oricărei ființe pe care o descrie prin intermediul unui magnetofon. |          |                                        |                             |                                                                                    |                   |                  |